# 제31해병원정대
제31해병원정대 (第31海兵遠征隊, 31st Marine Expeditionary Unit (31st MEU))는 일본 오키나와 캠프 핸슨에 본부를 두고 있는 제3해병원정군 예하의 해병원정대이다. 2,200명의 전력으로 구성되어 있으며, 대령이 지휘한다. 으며, 유일하게 영구적으로 전방 배치되어 있는 원정대이다.
제31해병원정대는 한반도 유사시 가장 먼저 증파되는 부대중의 하나다.

## 현재 편성
- 지상전투제대: 제1해병연대, 1대대
- 항공전투제대: VMM-265 (증원됨), VMFA-121
- 군수전투제대: 제31전투군수대대

## 역사

### 세월호 침몰사고

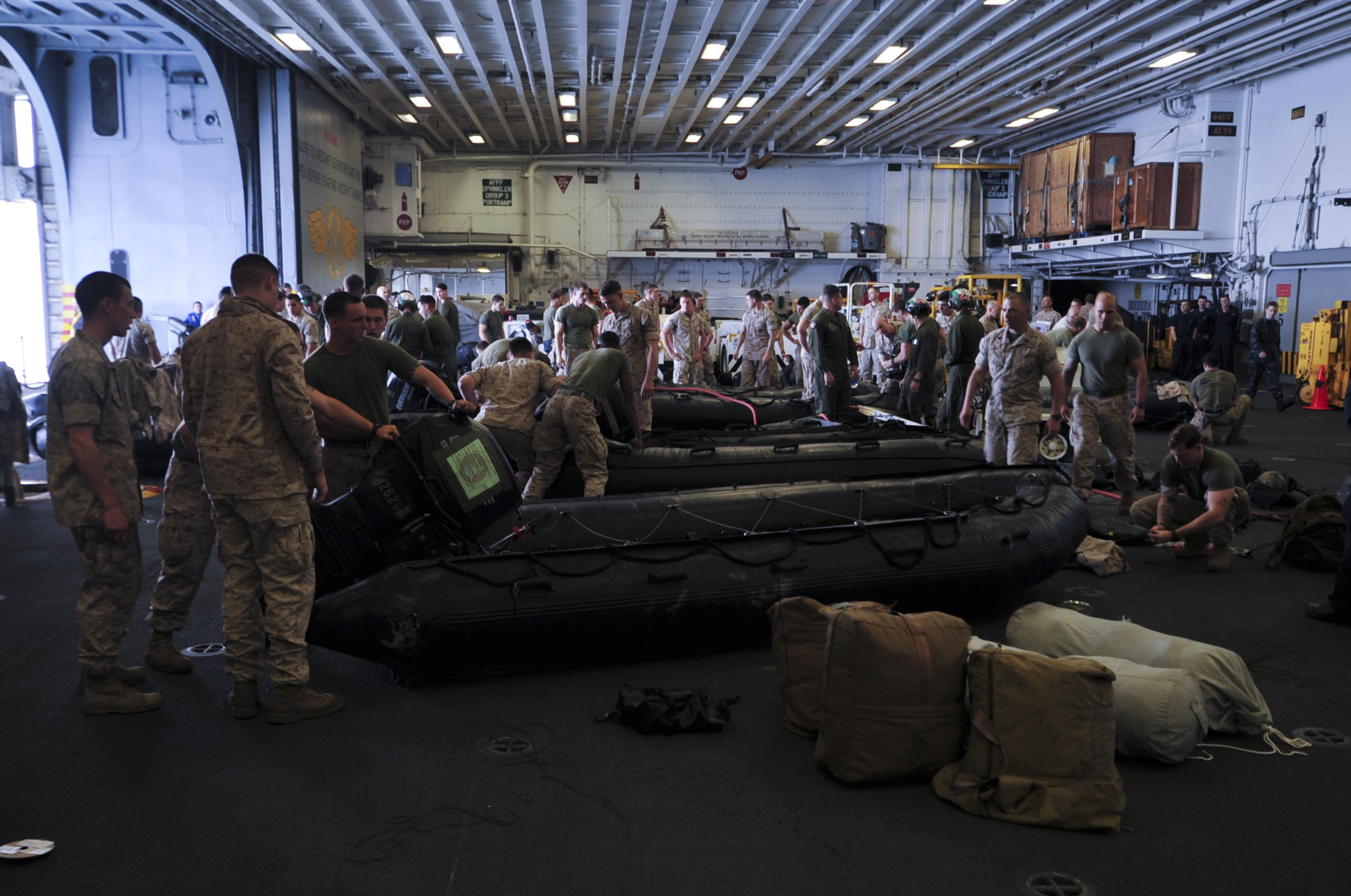
2014년 4월 16일, 세월호 구조지원을 위해 에 탄 제31해병원대 대원들

2014년 4월 16일, 제31해병원정대를 태우고 한반도 서해안에서 정기적인 순찰 임무를 하던 본험 리처드 (LHD-6)는 서남해안의 진도 앞바다에서 폐리선 세월호의 침몰 소식을 접한 직후, 오바마 행정부의 파견지시를 받고 공해상에서 세월호 승객에 대한 탐색구조작전을 위해 현장으로 향했다.
그러나, 대한민국 정부는 현장에 접근하는 것을 거부하고, 17일에 알 수 없는 이유로 사고현장에서 9km 떨어진 지점의 수색요청하였다. USS 본험 리처드와 제31해병원정대는 4월 22일까지 지정구역을 수색하고 철수하였다.

## 기록

### 계보
- 1967년 3월 1일, Special Landing Force Alpha
→알파 특별상륙군
- 1970년 11월 24일, 31st Marine Amphibious Unit
→제31해병상륙대
- 1994년 9월 9일, 31st Marine Expeditionary Unit (Special Operations Capable)
→제31해병원정대 (특수작전가능)
- 2006년, 특수작전가능부대에서 해상비상군(Maritime Contingency Force)으로 지정.

### 장식
| 스트리머                          | 내역                                      |
| --------------------------------- | ----------------------------------------- |
| 대통령 부대 표창                  | 1967년                                    |
| 해군부대표창                      | 1968, 1998, 2001–2003, 2004–2005          |
| 공로부대표창                      | 1975, 1983, 1998–2000                     |
| 해병대 원정훈장                   | 1983                                      |
| 국방복무훈장                      | 1961 ~ 1974, 1990 ~ 1995, 2001 ~ 현재     |
| 베트남 복무훈장                   | 1967년 4월 ~ 1973년 3월, 1975년 3월 ~ 4월 |
| 테러와의 전쟁 원정훈장            | 2004년 ~ 2005년                           |
| 테러와의 전쟁 복무훈장            | 2001 ~ 현재                               |
| 베트남 영걸십자장 (종려나무 장식) |                                           |

## 같이 보기
- 미국 해병대의 부대 및 편제 목록
- 해병공지기동부대

## 참고
1. ↑  김도균; 권우성 (2009년 3월 10일). “한미 해병대가 시가전 훈련장에 간 까닭은?”. 오마이뉴스. 2011년 3월 31일에 확인함.
2. ↑  [“Bonhomme Richard on Call for Korean Ferry Rescue Efforts” (영어). United States Navy Public Affairs. Commander, U.S. Naval Forces Korea Public Affairs. 2014년 4월 16일. 2014년 4월 26일에 원본 문서에서 보존된 문서. 2020년 1월 19일에 확인함.
3. ↑  박상욱 (2016년 12월 18일). “세월호 침몰 당일 헬기 파견했던 미 함정…17일엔 침몰 지점 9km 떨어진 곳 수색”. 중앙일보. 2014년 4월 20일에 확인함.